# Iga Baumgart-Witan
Iga Baumgart-Witan (nacida Iga Baumgart, Bydgoszcz, 11 de abril de 1989) es una deportista polaca que compite en atletismo, especialista en la prueba de 400 metros.
Participó en tres Juegos Olímpicos de Verano, entre los años 2012 y 2020, obteniendo una medalla de plata en Tokio 2020, en el relevo 4 × 400 m.
Ganó dos medallas en el Campeonato Mundial de Atletismo, en los años 2017 y 2019, una medalla de bronce en el Campeonato Mundial de Atletismo en Pista Cubierta de 2022 y dos medallas de plata en los Relevos Mundiales, en los años 2017 y 2024.
Además, obtuvo dos medallas en el Campeonato Europeo de Atletismo, en los años 2018 y 2022, y dos medallas de oro en el Campeonato Europeo de Atletismo en Pista Cubierta, en los años 2017 y 2019.

## Palmarés internacional
| Juegos Olímpicos                     | Juegos Olímpicos      | Juegos Olímpicos  | Juegos Olímpicos |
| Año                                  | Lugar                 | Medalla           | Prueba           |
| ------------------------------------ | --------------------- | ----------------- | ---------------- |
| 2020                                 | Tokio (Japón)         | Medalla de plata  | 4 × 400 m        |
| Campeonato Mundial                   |                       |                   |                  |
| Año                                  | Lugar                 | Medalla           | Prueba           |
| 2017                                 | Londres (Reino Unido) | Medalla de bronce | 4 × 400 m        |
| 2019                                 | Doha (Catar)          | Medalla de plata  | 4 × 400 m        |
| Campeonato Mundial en Pista Cubierta |                       |                   |                  |
| Año                                  | Lugar                 | Medalla           | Prueba           |
| 2022                                 | Belgrado (Serbia)     | Medalla de bronce | 4 × 400 m        |
| Relevos Mundiales                    |                       |                   |                  |
| Año                                  | Lugar                 | Medalla           | Prueba           |
| 2017                                 | Nasáu (Bahamas)       | Medalla de plata  | 4 × 400 m        |
| 2024                                 | Nasáu (Bahamas)       | Medalla de plata  | 4 × 400 m        |
| Campeonato Europeo                   |                       |                   |                  |
| Año                                  | Lugar                 | Medalla           | Prueba           |
| 2018                                 | Berlín (Alemania)     | Medalla de oro    | 4 × 400 m        |
| 2022                                 | Múnich (Alemania)     | Medalla de plata  | 4 × 400 m        |
| Campeonato Europeo en Pista Cubierta |                       |                   |                  |
| Año                                  | Lugar                 | Medalla           | Prueba           |
| 2017                                 | Belgrado (Serbia)     | Medalla de oro    | 4 × 400 m        |
| 2019                                 | Glasgow (Reino Unido) | Medalla de oro    | 4 × 400 m        |